# Une femme si parfaite
Pour plus de détails, voir Fiche technique et Distribution.
Une femme si parfaite est un téléfilm français réalisé par Bernard Uzan diffusé le 15 janvier 2003 sur TF1,.

## Synopsis
La vie du docteur Anne Joubert semble réussir. Elle mène une vie heureuse accompagnée de son compagnon, Marc, et de sa jeune fille, Camille, âgée de 16 ans. Équilibrée, Anne nage dans le bonheur. Pourtant, des événements vont s'enchaîner et Anne réalise que ses certitudes n'étaient qu'illusions. Après avoir appris que sa fille se drogue jusqu'à en devenir complètement addict, Anne voit sa vie heureuse se transformer en horrible cauchemar. Elle va tout faire pour sortir sa fille de son addiction.

## Fiche technique
- Titre : Une femme si parfaite
- Scénario et dialogues : Serge Arnault, Jeanne Le Guillou, Thierry Lassalle[3]
- Durée : 87 minutes
- Pays :  France
- Genre : drame
- Année de production : 2002
- Réalisateur : Bernard Uzan
- Société de production : Sam et Compagnie, TF1
- Producteurs : Véronique Marchat (Producteur exécutif), Meyer Bokobza (Producteur délégué)
- Bande Originale / Compositeur : Alain Le Douarin
- Distributeur : TF1
- Première Diffusion TV : 15 janvier 2003 - TF1

## Distribution
- Véronique Genest : Anne Joubert
- Philippe Caroit : Marc Sulznyckie
- Eglantine Rembauville : Camille
- Romain Deroo : Stan
- Aude Thirion : Sophie Vanneau
- Stéphane Bierry : Nicolas Aignan
- Marie-Hélène Viau : Patricia
- Françoise Bertin : Mme Pollet
- Rudi Rosenberg : Julien
- Gary Cowan : John Carlson
- Marianne Groves : Capitaine Nadia Samir
- Jean Badin : Le père de Julien
- Élodie Bollée : Alice
- Jean-Pierre Becker : M. Renucci
- Nathalie Grandhomme : Florence

## Audiences
Le téléfilm de TF1 a été accueilli sur la chaîne avec beaucoup de succès puisqu'il a réuni aux alentours de 9 300 000 téléspectateurs en prime time.

## Commentaires
Ce téléfilm a été produit par la société " Sam et Compagnie ", cette société est celle fondée par Véronique Genest et Meyer Bokobza, son mari. Le téléfilm a également était produit par TF1.
Le téléfilm est également sorti en DVD.